# كأس أذربيجان 1992
كأس أذربيجان 1992 (بالأذرية: 1992 Azərbaycan Kuboku)‏ هو الموسم 1 من كأس أذربيجان. أقيم خلال الفترة 15 أغسطس 1992 وحتى 30 أغسطس 1992، وأشرف على تنظيمه اتحاد أذربيجان لكرة القدم، وكان عدد الأندية المشاركة فيه 8، وفاز فيه İnşaatçı Baku FK ‏.